# 名人戦 (連珠)
全日本連珠名人戦（ぜんにっぽんれんじゅめいじんせん）とは、公益社団法人日本連珠社が主催する連珠の棋戦の一つ。1962年（昭和37年）創設以来、日本の連珠棋戦で一番規模が大きい棋戦である。

## 名人戦のしくみ
名人戦の予選はA級リーグ戦であり、地方の予選を勝ち抜きA級リーグに出場し優勝した者が挑戦者となる。A級リーグ戦の優勝者が名人と「名人戦五番勝負」を行い、その勝者が次の名人位のタイトル保持者となる。

## 現行名人戦開始までの経緯

### 関連年表
- 1899年（明治32年） 「萬朝報」紙上に「連珠」命名発表
- 1904年（明治37年） 東京聯珠社設立
- 1918年（大正7年） 高山互楽を名人に推戴、三上雄石歿
- 1919年（大正8年） 三上雄石に第二世名人を追贈
- 1920年（大正9年） 東京聯珠社を聯珠社と改称、高山名人歿
- 1926年（大正15年） 山下部放朧、聯珠同盟社設立
- 1929年（昭和4年） 山下部放朧、名人を名乗る
- 1931年（昭和6年） 高木楽山、聯珠社より名人に推挙される
- 1936年（昭和11年） 高木楽山、日本聯珠協会設立
- 1940年（昭和15年） 坂田吾瑞、福岡日日新聞より名人に推挙される
- 同年 連珠4団体が合同し、大日本聯珠社（後に日本聯珠社と改称）となる
- 1950年（昭和25年） 日本聯珠社、名人戦を企画するが失敗に終わり、関東聯珠連盟（後に日本聯珠連盟と改称）が独立
- 1952年（昭和27年） 坂田吾瑞、15道四々禁ルールを採用し、新日本連珠社設立
- 1957年（昭和32年） 日本聯珠連盟主催で実力名人戦開催（1959年まで）
- 1960年（昭和35年） 日本聯珠連盟と新日本連珠社が合同
- 同年 実力名人戦を全日本連珠選手権に変更（1961年まで）
- 同年 19道四々勝ち派が合同し、全日本聯珠連盟設立
- 1962年（昭和37年） 日本連珠連盟、名人戦開始、西日本新聞社との共催（第12期まで）
- 1966年（昭和41年） 日本連珠連盟と日本聯珠協会が合同、社団法人日本連珠社となる
- 1980年（昭和55年） 15道派の日本連珠社と、19道派の全日本聯珠連盟の名人同士の連珠王座戦開催（2期で打ち切り）

### 実力名人戦（昭和32年～34年）
- 19道四々勝ルール

| 期 | 年度   | 優勝者        |
| -- | ------ | ------------- |
| 1  | 1957年 | 山下楠水 八段 |
| 2  | 1958年 | 新井華石 九段 |
| 3  | 1959年 | 磯部恭三 七段 |

### 全日本連珠選手権（昭和35年～36年）
| 期 | 年度   | 優勝者        | 成績      | 対戦者        |
| -- | ------ | ------------- | --------- | ------------- |
| 1  | 1960年 | 山北利徳 八段 | 3勝0敗2分 | 磯部恭三 八段 |
| 2  | 1961年 | 山北利徳 八段 | 5勝4敗1分 | 磯部恭三 八段 |

## 連珠歴代名人
| 期 | 年度   | 優勝者          | 成績               | 敗者            |
| -- | ------ | --------------- | ------------------ | --------------- |
| 1  | 1962年 | 山北利徳 八段   | ○○△△（2勝2分）     | 三森政男 七段   |
| 2  | 1963年 | 西村敏雄 九段   | ○○△●○（3勝1敗1分） | 山北利徳 名人   |
| 3  | 1964年 | 西村敏雄 名人   | ○△●△△（1勝1敗3分） | 磯部泰山 九段   |
| 4  | 1965年 | 磯部泰山 九段   | ●○○●○（3勝2敗）    | 西村敏雄 名人   |
| 5  | 1966年 | 磯部泰山 名人   | ●○○●○（3勝2敗）    | 西村敏雄 九段   |
| 6  | 1967年 | 磯部泰山 名人   | ○○○（3勝）         | 西村敏雄 九段   |
| 7  | 1968年 | 西村敏雄 九段   | ●○●○○（3勝2敗）    | 磯部泰山 名人   |
| 8  | 1969年 | 磯部泰山 九段   | ○○○（3勝）         | 西村敏雄 名人   |
| 9  | 1970年 | 磯部泰山 名人   | ○○○（3勝）         | 西村敏雄 九段   |
| 10 | 1971年 | 磯部泰山 名人   | △●△○△（1勝1敗3分） | 西村敏雄 九段   |
| 11 | 1972年 | 磯部泰山 名人   | ○△△△（1勝3分）     | 西村敏雄 九段   |
| 12 | 1973年 | 磯部泰山 名人   | ○●○△（2勝1敗1分）  | 西村敏雄 九段   |
| 13 | 1975年 | 中村 茂 六段    | ○△○○（3勝1分）     | 磯部泰山 名人   |
| 14 | 1976年 | 西村敏雄 九段   | ○○○（3勝）         | 中村 茂 名人    |
| 15 | 1977年 | 中村 茂 八段    | ○●○○（3勝2敗）     | 西村敏雄 名人   |
| 16 | 1978年 | 中村 茂 名人    | ●○△○（2勝1敗1分）  | 西村敏雄 九段   |
| 17 | 1979年 | 中村 茂 名人    | ○△○（2勝1分）      | 高橋 久 六段    |
| 18 | 1980年 | 西山 厚 八段    | ○●○●○（3勝2敗）    | 中村 茂 名人    |
| 19 | 1981年 | 中村 茂 九段    | ●○△○○（3勝1敗1分） | 西山 厚 名人    |
| 20 | 1982年 | 中村 茂 名人    | ○○△（2勝1分）      | 西山 厚 八段    |
| 21 | 1983年 | 中村 茂 名人    | ○○●●○（3勝2敗）    | 富森 滋 六段    |
| 22 | 1984年 | 中村 茂 名人    | △△○○（2勝2分）     | 富森 滋 七段    |
| 23 | 1985年 | 中村 茂 名人    | ○△○（2勝1分）      | 相楽 俊 六段    |
| 24 | 1986年 | 中村 茂 名人    | △●○△○（2勝1敗2分） | 相楽 俊 八段    |
| 25 | 1987年 | 中村 茂 名人    | ○△●○（2勝1敗1分）  | 河村典彦 七段   |
| 26 | 1988年 | 中村 茂 名人    | ○○○（3勝）         | 長谷川一人 八段 |
| 27 | 1989年 | 中村 茂 名人    | ○△●○（2勝1敗1分）  | 長谷川一人 八段 |
| 28 | 1990年 | 中村 茂 名人    | ○●△○（2勝1敗1分）  | 長谷川一人 八段 |
| 29 | 1991年 | 中村 茂 名人    | ○○○（3勝）         | 河村典彦 八段   |
| 30 | 1992年 | 中村 茂 名人    | △○●○（2勝1敗1分）  | 長谷川一人 八段 |
| 31 | 1993年 | 中村 茂 名人    | ●○○○（3勝1敗）     | 河村典彦 八段   |
| 32 | 1994年 | 河村典彦 八段   | ○●○●○（3勝2敗）    | 中村 茂 名人    |
| 33 | 1995年 | 河村典彦 名人   | ○○○（3勝）         | 長谷川一人 八段 |
| 34 | 1996年 | 長谷川一人 九段 | △○●△○（2勝1敗2分） | 河村典彦 名人   |
| 35 | 1997年 | 中村 茂 九段    | ○○○（3勝）         | 長谷川一人 名人 |
| 36 | 1998年 | 中村 茂 名人    | ○△○（2勝1分）      | 西園典生 八段   |
| 37 | 1999年 | 中村 茂 名人    | △○○（2勝1分）      | 河村典彦 九段   |
| 38 | 2000年 | 中村 茂 名人    | ○○△（2勝1分）      | 長谷川一人 九段 |
| 39 | 2001年 | 中村 茂 名人    | ○△○（2勝1分）      | 長谷川一人 九段 |
| 40 | 2002年 | 山口真琴 七段   | ○○●○（3勝1敗）     | 長谷川一人 九段 |
| 41 | 2003年 | 山口真琴 名人   | ●○●○○（3勝2敗）    | 長谷川一人 九段 |
| 42 | 2004年 | 河村典彦 九段   | ○○△○（3勝1分）     | 山口真琴 名人   |
| 43 | 2005年 | 長谷川一人 九段 | ○●○△○（3勝1敗1分） | 河村典彦 名人   |
| 44 | 2006年 | 長谷川一人 名人 | ○○△（2勝1分）      | 河村典彦 九段   |
| 45 | 2007年 | 長谷川一人 名人 | ○△○（2勝1分）      | 山口釉水 九段   |
| 46 | 2008年 | 長谷川一人 名人 | △○○（2勝1分）      | 岡部 寛 八段    |
| 47 | 2009年 | 長谷川一人 名人 | ○△●○（2勝1敗1分）  | 河村典彦 九段   |
| 48 | 2010年 | 大角友希 八段   | ○●○△○（3勝1敗1分） | 長谷川一人 名人 |
| 49 | 2011年 | 大角友希 名人   | ●○△○（2勝1敗1分）  | 山口釉水 九段   |
| 50 | 2012年 | 中村 茂 九段    | ●△△○○（2勝1敗2分） | 大角友希 名人   |
| 51 | 2013年 | 中村 茂 名人    | △○△○（2勝2分）     | 大角友希 九段   |
| 52 | 2014年 | 中村 茂 名人    | ●△△△○（1勝1敗3分） | 大角友希 九段   |
| 53 | 2015年 | 中村 茂 名人    | ○○○（3勝）         | 長谷川一人 九段 |
| 54 | 2016年 | 中村 茂 名人    | △○○（2勝1分）      | 神谷俊介 五段   |
| 55 | 2017年 | 中山智晴 八段   | △○○△（2勝2分）     | 中村 茂 名人    |
| 56 | 2018年 | 中村 茂 九段    | ○△○△（2勝2分）     | 中山智晴 名人   |
| 57 | 2019年 | 中村 茂 名人    | ○○●△（2勝1敗1分）  | 神谷俊介 八段   |
| 58 | 2020年 | 中村 茂 名人    | ○●○△（2勝1敗1分）  | 中山智晴 八段   |
| 59 | 2022年 | 神谷俊介 八段   | △○△△△（1勝0敗4分） | 中山智晴 九段   |
| 60 | 2022年 | 神谷俊介 名人   | △○○（2勝0敗1分）   | 中山智晴 九段   |
| 61 | 2023年 | 神谷俊介 名人   | ○○○（3勝）         | 岡部 寛 九段    |
| 62 | 2024年 | 神谷俊介 名人   | ○△△△（1勝0敗3分）  | 岡部 寛 九段    |

## 永世名人

### 現行名人戦以前
- 一世名人 - 高山互楽
- 二世名人 - 三上雄石
- 三世名人 - 高木楽山
- 四世名人 - 山下部放朧
- 五世名人 - 坂田吾瑞

### 現行名人戦以降
- 六世名人 磯部泰山 [2]
- 七世名人 中村茂
- 八世名人 長谷川一人